# Hertog van Ierland
Hertog van Ierland (Engels: Duke of Ireland) is een Engelse adellijke titel. 
De titel hertog van Ierland werd gecreëerd in 1386 door Richard II voor zijn favoriet Robert de Vere, 9e graaf van Oxford. Nadat hij in ongenade was gevallen werd hem de titel in 1388 ontnomen.

## Hertog van Ierland (1387)
- Robert de Vere, 1e hertog van Ierland (1386-1388)